# AMD Cool'n'Quiet
Cool'n'Quiet je technologie vyvinutá společností AMD pro šetření energie spotřebované procesorem a snížení hlučnosti ventilátoru; dosahuje toho snížením frekvence násobiče až na 5× a napětí až na 0,9 V. To vše funguje za běhu PC, bez pozorovatelného vlivu na výkon. Technologie vychází z notebookové verze PowerNow!.
Procesor běží základně na plnou frekvenci při základním napětí, po zapnutí funkce se snižuje násobič procesoru ze základní hodnoty (až okolo 20×) na minimálních 4×, to dává při základní frekvenci 200 MHz, takt procesoru 800 MHz (Intel umí jít až na 0,8 GHz ale nesnižuje frekvenci, pouze vynechává cykly ale spotřeba v nevynechaném cyklu je stejná). Napětí se přitom snižuje ze základní hodnoty (až okolo 1,4 V) na minimálních 0,9 V (i níže, záleží na procesoru). To způsobí znatelné snížení spotřeby procesoru a s tím spojeného vyzářeného tepla (může dosahovat i přes 50% maximální hodnoty), takže ventilátor procesoru, případně i další, mohou snížit otáčky a počítač v nezatíženém stavu (prohlížení internetu, přehrávání filmů atd) může být méně hlučný.

## Nevýhody
Při použití této technologie může při určitých náročných úlohách dojít k malému snížení výkonu v důsledků špatného vyhodnocení šetřícími obvody, ale nestává se to často (duben 2011).

## Podpora u procesorů
- Athlon 64
- Athlon 64 X2
- Athlon 64 FX
- Athlon II
- Sempron - do Socketu 754 od 3000+ výše; Socket AM2 od 3200+ výše
- Opteron - značený jako Optimized Power Management
- Phenom - Všechny verze podporují CnQ 2.0
- Phenom II